# Džem
Džem je marmeladi podoben izdelek iz sadja. Pri marmeladi je sadje spremenjeno v kašasto snov, pri džemu pa naj bi koščki sadja ostali celi v želiranem sadnem soku.